# Raphaelle Peale
Raphaelle Peale, noto anche con lo pseudonimo di Raphael Peale (Annapolis, 17 febbraio 1774 – Filadelfia, 4 marzo 1825), è stato un pittore statunitense.
È considerato il primo pittore di professione di nature morte americano.

## Biografia
Peale nacque ad Annapolis nel Maryland, quinto figlio di Charles Willson Peale e della prima moglie di quest'ultimo, Rachel Brewer. Crebbe a Filadelfia, in una casa all'angolo tra la Terza Strada e Lombard. Come i suoi fratelli (quasi tutti portavano il nome di un famoso artista o scienziato), Raphaelle ricevette dal padre un'educazione rivolta a fare di lui un artista. Già in giovane età Raphaelle collaborò col padre a dei ritratti. Per alcuni lavori commissionati, Raphaelle dipinse miniature laddove suo fratello Rembrandt era incaricato di eseguire ritratti a grandezza naturale.
Nel 1793 partì per un viaggio in Sud America, con l'obiettivo di raccogliere alcuni esemplari di uccelli per il Peale's Philadelphia Museum del padre. Nel 1794 espose cinque ritratti e altri otto dipinti (probabilmente nature morte) presso l'associazione Columbianum di Filadelfia. Nel 1795, all'età di 21 anni, aprì la sua prima mostra professionale. Nel 1797, visitò Charleston con suo fratello Rembrandt, dove i due tentarono di aprire un altro museo. Il piano fallì e Raphaelle tornò a dipingere miniature.
A vent'anni sposò Martha (Patty) McGlathery, da cui ebbe otto figli. Tra il 1803 e il 1805 Peale girò la Virginia con una fisiognotraccia, una macchina per eseguire profili, dalla quale trasse un breve successo. Nel 1806 iniziò ad accusare i sintomi di avvelenamento da arsenico e mercurio, dovuti alle lavori di tassidermia eseguite per il museo paterno. Nell'agosto del 1809 venne ricoverato in seguito ad un episodio di crisi delirante, da quel momento e per il resto della sua vita soffrì di attacchi simili con cadenza quasi annuale. Il padre ascrisse questi episodi ad una forma di "gotta dello stomaco" causata dal consumo di cetrioli e dal bere eccessivo. Dal 1810 Peale si dedicò quasi esclusivamente alla pittura di nature morte, diventando così il primo pittore professionista di nature morte in America; spesso fece delle esposizioni alla Pennsylvania Academy of the Fine Arts e in altri luoghi, soprattutto tra il 1814 e il 1818. Dal 1813 non fu più in grado di camminare senza utilizzare delle stampelle. Secondo le fonti, dopo aver passato una notte a bere pesantemente, Peale morì nella sua casa di Filadelfia il 4 marzo 1825, all'età di 51 anni.

## Stile
Alfred Frankenstein si riferì a Peale chiamandolo:
Il suo stile potrebbe essere stato influenzato dai dipinti spagnoli visti durante il suo viaggio in Messico, e dai lavori di Juan Sanchez Cotan che ebbe modo di vedere alla Pennsylvania Academy of the Fine Arts nel 1816.
Il dipinto Venus Rising from the Sea - A deception (Venere che emerge dal mare - una delusione), intitolata anche After the Bath, rappresenta un'eccezione allo stile pittorico di Peale. Il trompe-l'œil del 1822 si allontana, in quanto a tematica, rispetto agli altri lavori dell'artista. Mentre lo sfondo scuro ritrova una coerenza con le sue nature morte, il soggetto è umano, anche se appena visibile essendo nascosto da un fazzoletto posto in primo piano. Il tema soggetto celato si può ritrovare nella sua opera precedente Peaches Covered by a Handkerchief (Pesche coperte da un fazzoletto). Nascondendo il soggetto, Peale aggiunge un velo di mistero al dipinto. L'atto di nascondere un corpo nudo non era nuovo al mondo dell'arte, tuttavia Peale decise di coprire il corpo durante l'esecuzione del dipinto. Il mistero dietro a questo dipinto è inoltre arricchito dalla mancanza di una data di esecuzione dello stesso, a causa di una sbavatura. Il dipinto inoltre cela anche una punta di umorismo, secondo i racconti dei familiari dell'artista, Peale eseguì il dipinto come scherzo verso la moglie. Facendo finta di nascondere un'immagine pornografica sotto un tovagliolo, voleva incitare la moglie a grattare la tela.
Suo nipote George Escol Sellers riteneva che Raphaelle fosse il più talentoso tra i figli di Charles Willson Peale e che:

## Opere scelte

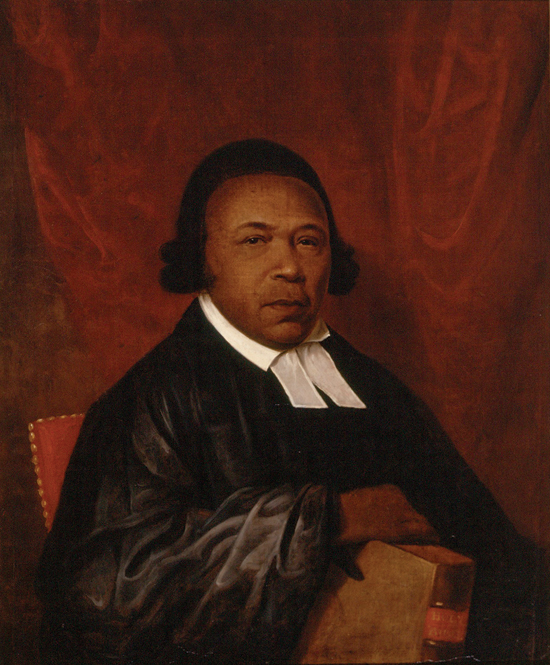
Portrait of Absalom Jones (Ritratto di Absalom Jones), 1810, Delaware Art Museum
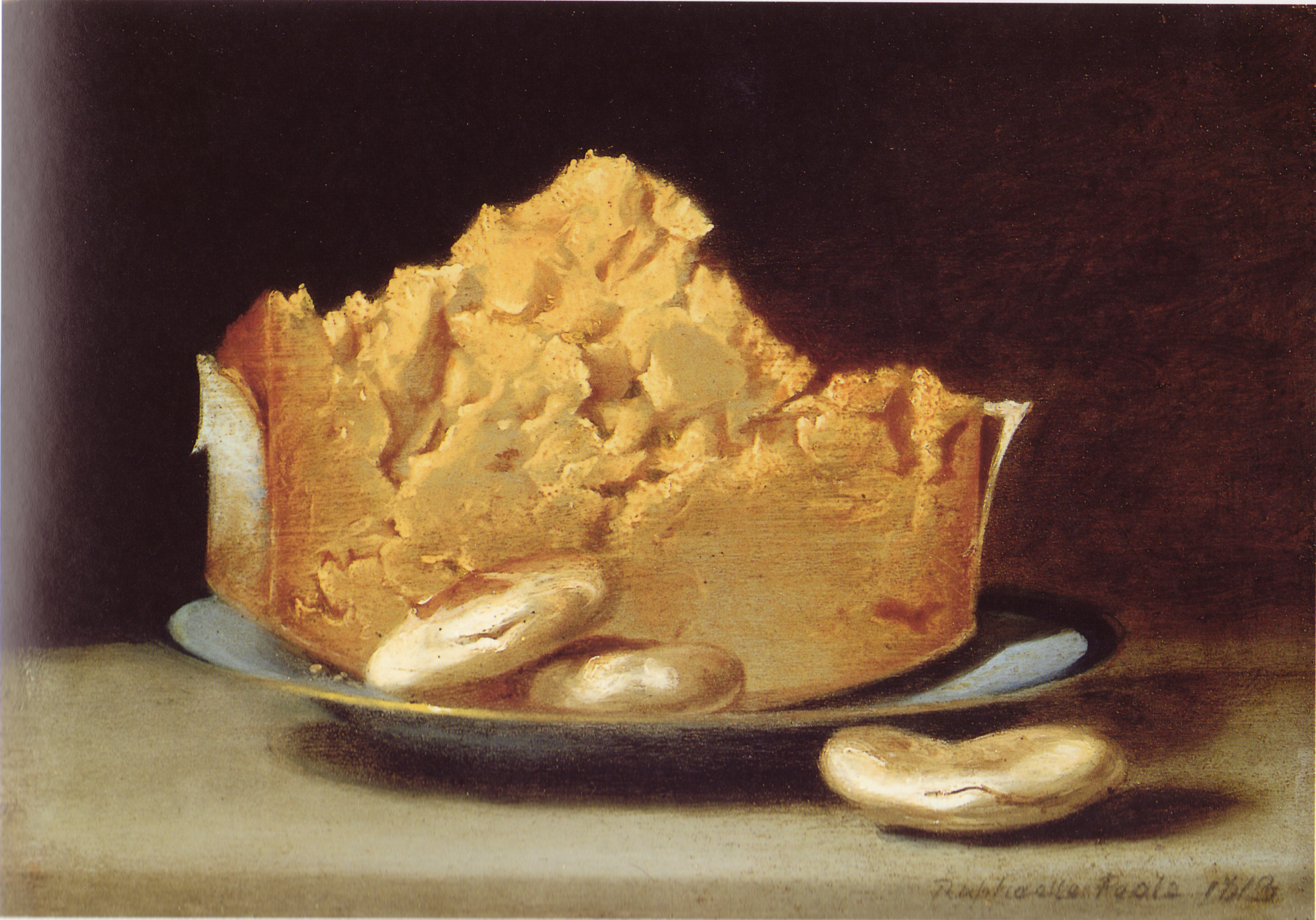
Cheese with three crackers (Formaggio con tre biscotti), 1813
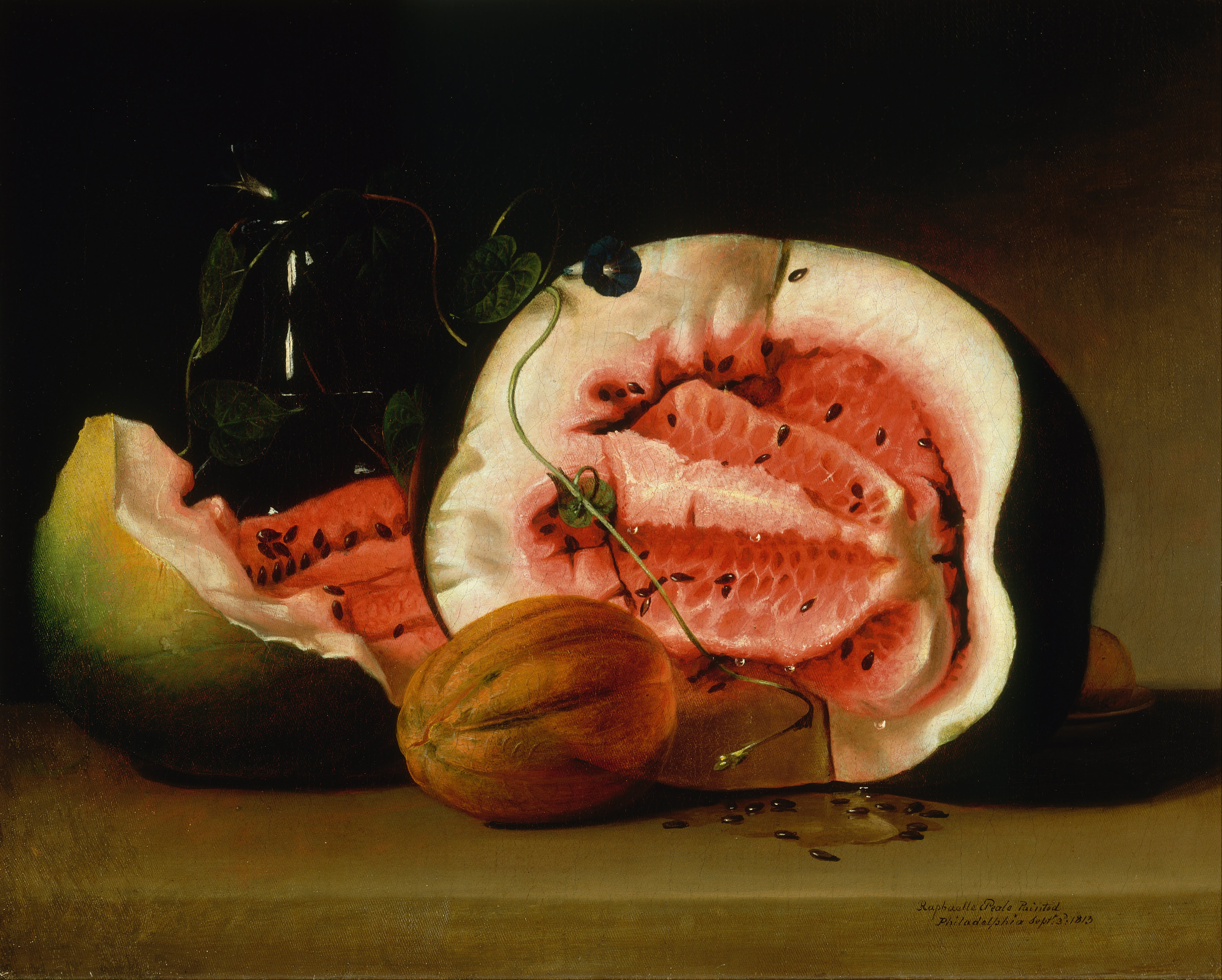
Melons and Morning Glories (Meloni e belle di giorno), 1813
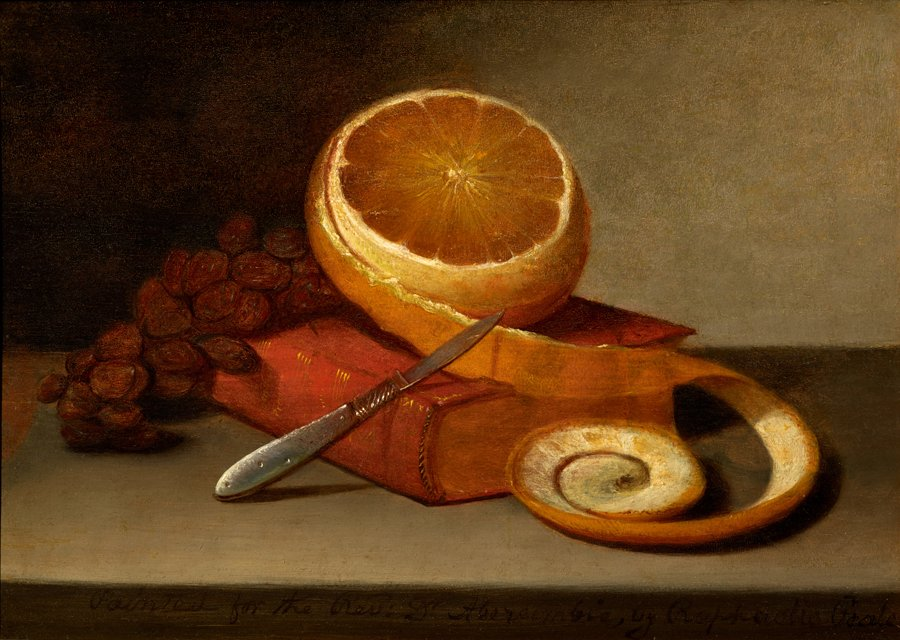
Still Life with Orange and Book (Natura morta con arancia e libro), 1815
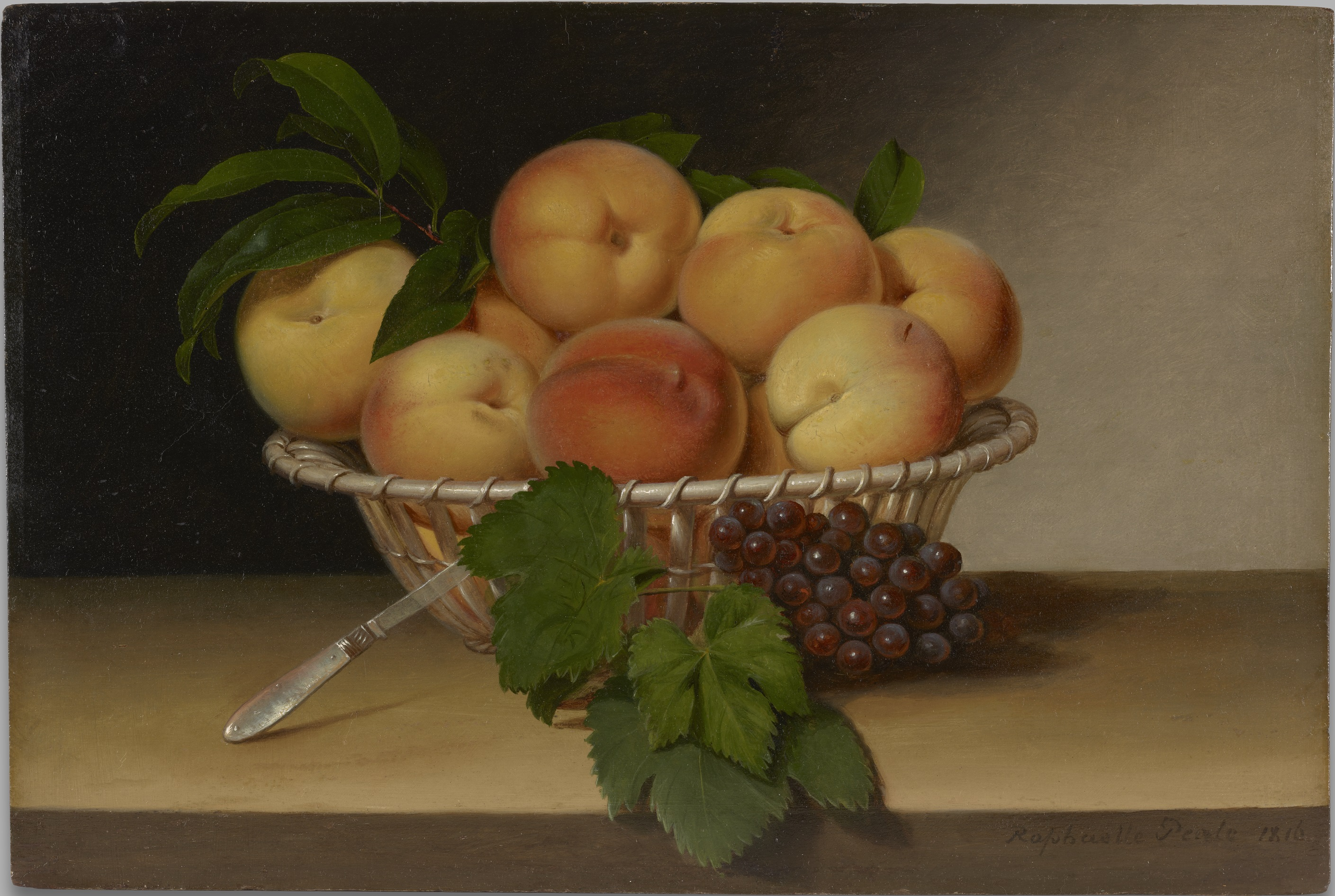
Still Life: Basket of Peaches (Natura morta: Cestino di Pesche), 1816
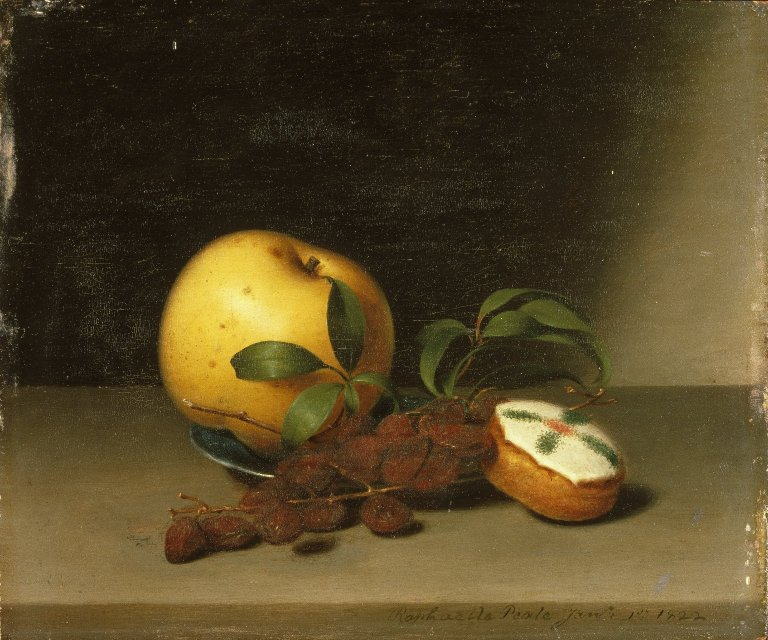
Still Life with Cake (Natura morta con tortino), 1816
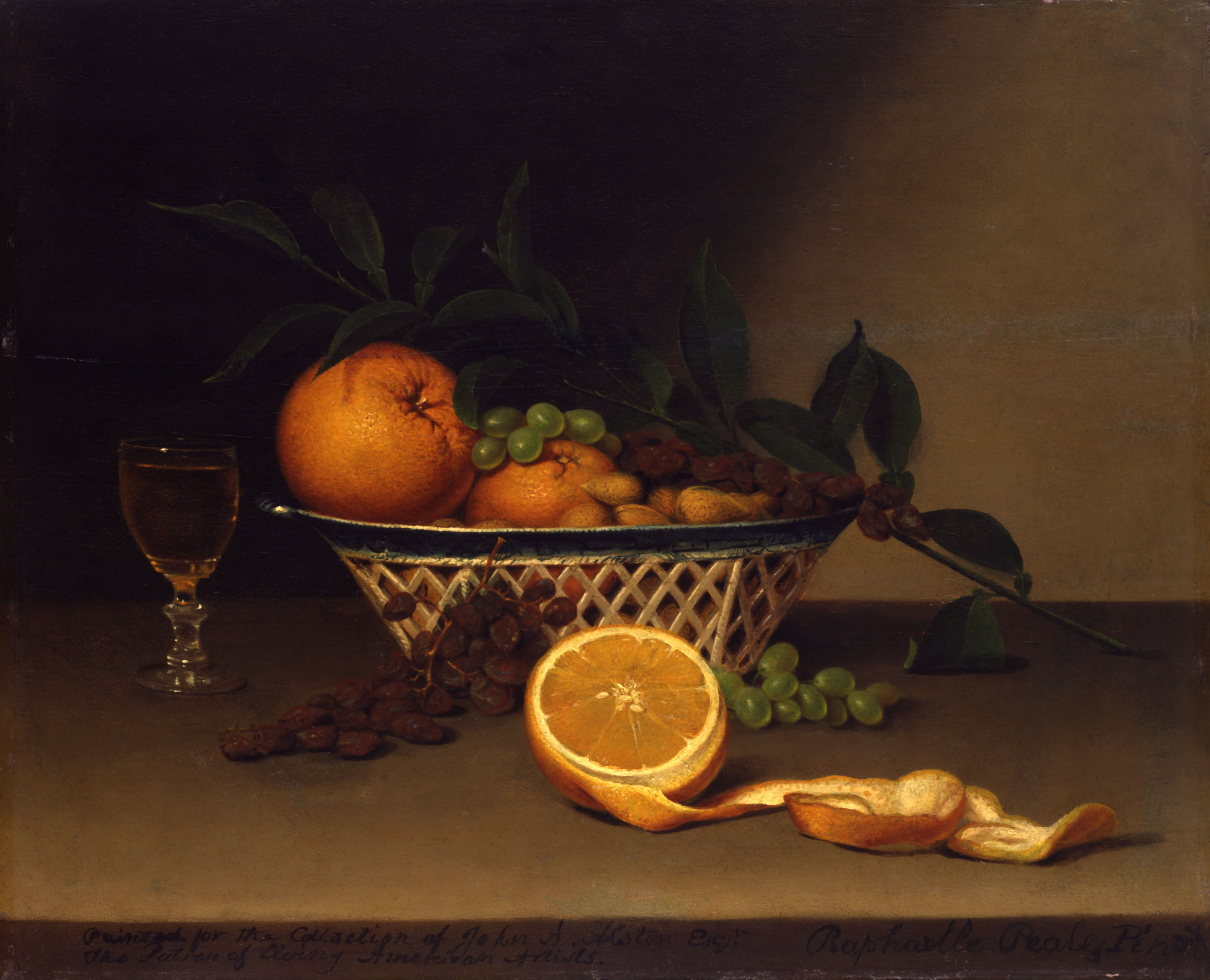
Still Life with Oranges (Natura morta con arance), 1818
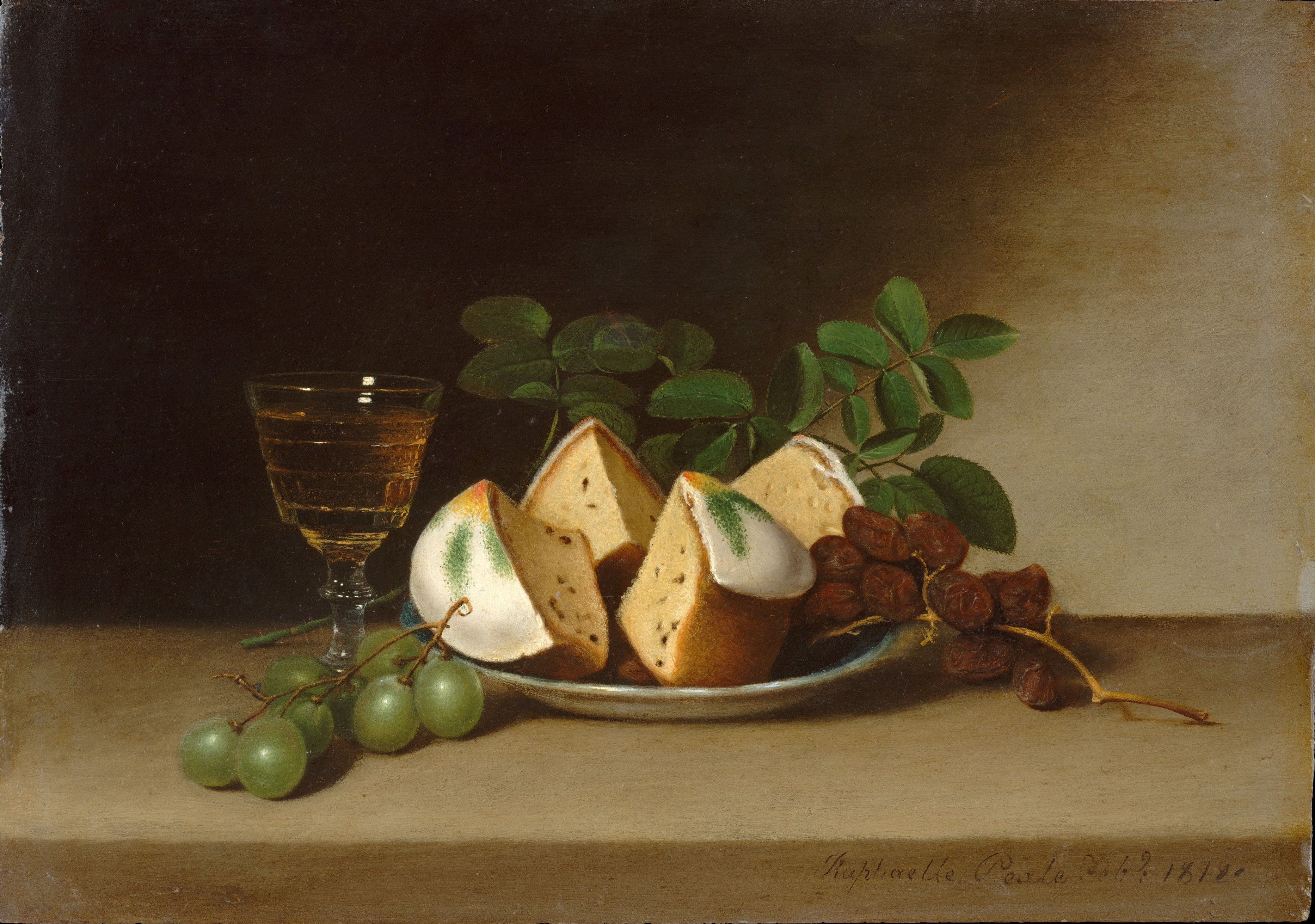
Still Life with Cake (Natura morta con torta), 1818, Metropolitan Museum of Art
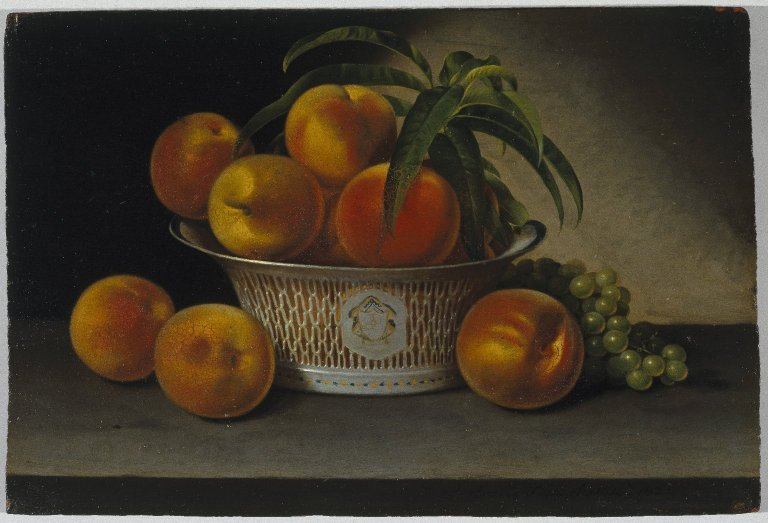
Still Life with Peaches (Natura morta con pesche), 1821
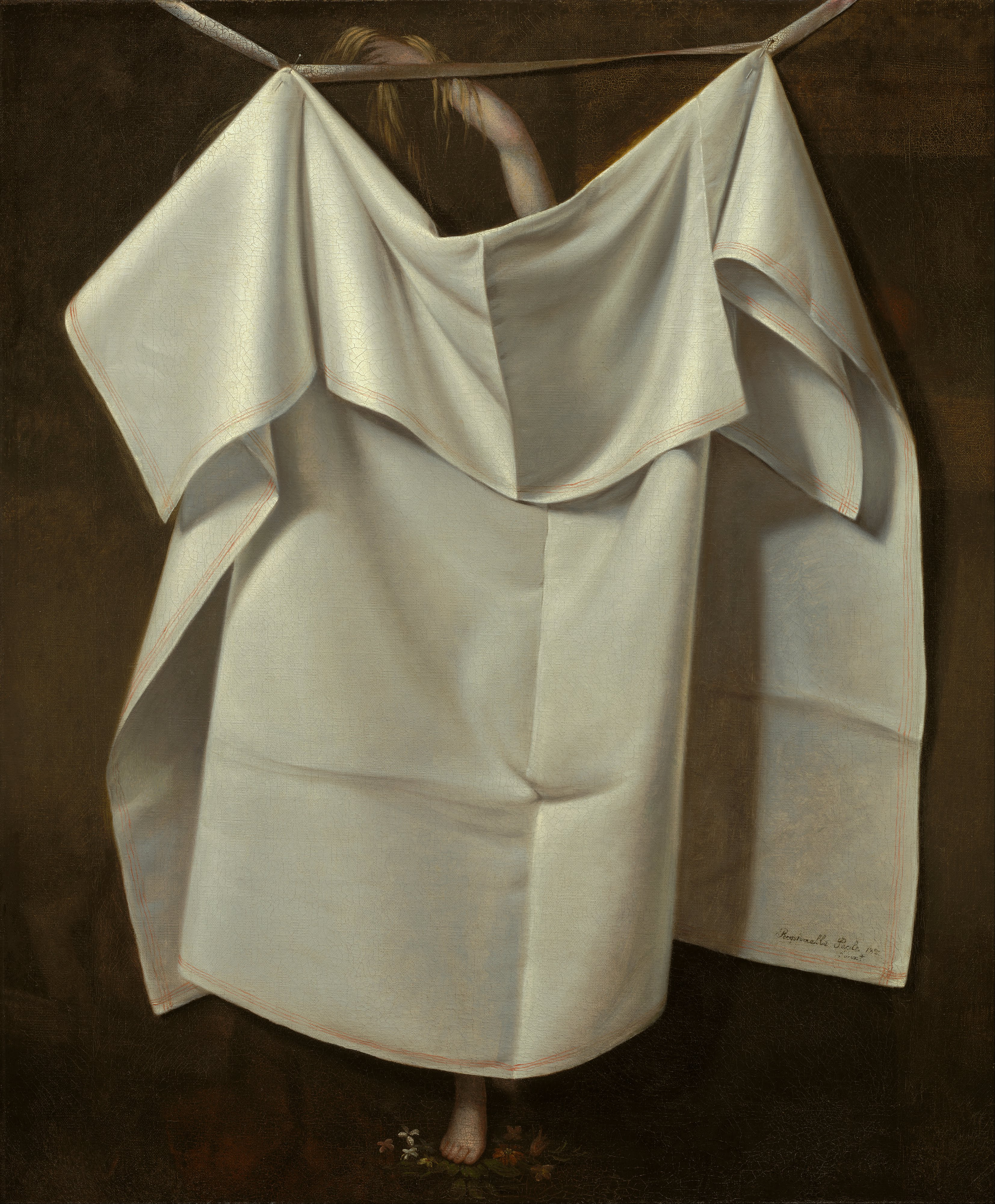
Venus Rising from the Sea – A Deception (Venere che emerge dal mare - una delusione), 1822
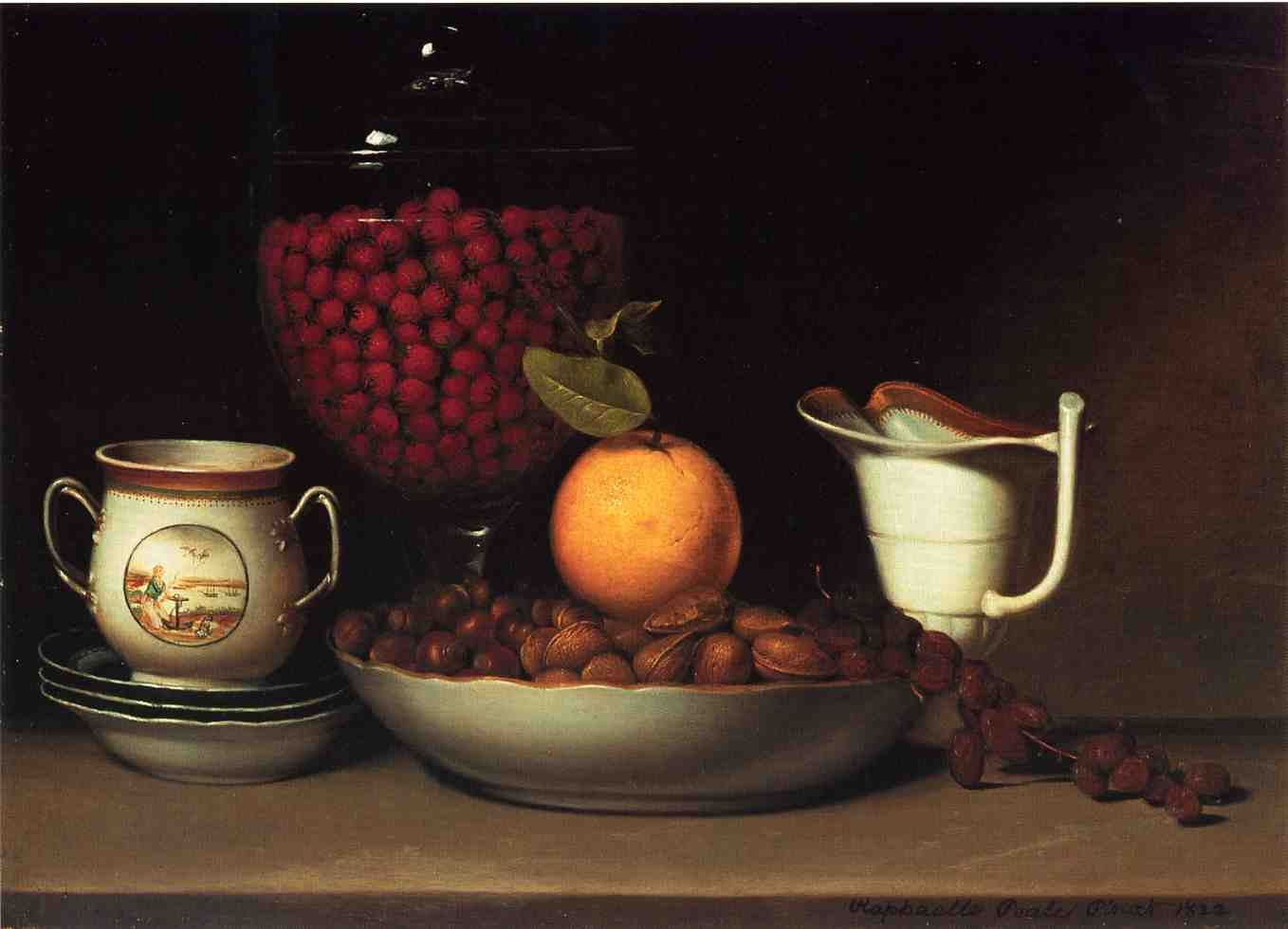
Still Life: Strawberries, Nuts &c. (Natura morta: fragole, noci & co.), 1822

- Blackberries (More), circa 1813
- A Dessert (Still Life with Lemons and Oranges) (Un dessert - Natura morta con limoni e arance), 1814
- Fruit, Pitcher, and Pretzel (Frutta, caraffa e Pretzel), data sconosciuta
- Bowl of Peaches (Ciotola di pesche), 1816
- Still Life with Fruit, Cakes and Wine (Natura morta con frutta, torte e vino), 1821
- Lemons and Sugar (Limoni e zucchero), data sconosciuta